# Kvalspelet till världsmästerskapet i fotboll 2010
Kvalspelet till världsmästerskapet i fotboll 2010 i Sydafrika lottades den 25 november 2007. CONMEBOL-kvalet, där alla tio lag spelar i en och samma grupp, kunde dock starta redan den 13 oktober 2007. Samtliga lag till mästerskapet var klara 18 november 2009. 

## AFC (Asien)
Den första rundan spelades i oktober 2008. Av de 46 medlemsförbunden deltog 43 i kvalificeringen. Nationerna tävlade om fyra direktplatser samt en ytterligare genom utslagsspel mot ett lag från Oceaniens VM-kval. 
Lagen rangordnades utifrån tidigare VM och dess kval. I omgång 1 lottades lag rankade 6–43 lottades i 19 parvisa dubbelmöten, medan lag rankade som 1–5 var direktkvalificerade till omgång 3. De 19 lag som förlorade sina möten var utslagna ur kvalet. Av de 19 segrande lagen i omgång ett gick de elva med bäst ranking vidare till omgång 3. De övriga åtta möttes i nya dubbelmöten, där de fyra segrarna fick fortsätta i omgång 3. I omgång tre lottades lagen utifrån ranking in i fem grupper på fyra lag. Ettan och tvåan i varje grupp gick vidare till fjärde omgången. 
I fjärde omgången delades lagen upp i två grupper på fem lag, ettan och tvåan i varje grupp var kvalificerade till VM, medan treorna, fick mötas i ett dubbelmöte om vem som skulle få spela playoff mot ett lag från Oceanien. Saudiarabien och Bahrain möttes i dubbelmötet som Bahrain vann och fick möta Nya Zeeland i ännu ett dubbelmöte som Nya Zeeland gick segrande ur. 
Följande lag från Asien kvalificerade sig till världsmästerskapen:
- Australien
- Japan
- Sydkorea
- Nordkorea

## CAF (Afrika)
Afrikas kvalspel till VM var även kval till afrikanska mästerskapen. Av de 53 deltagande länderna var det 52 som kvalade till VM, Sydafrika var direktkvalificerad som arrangör men deltog för att kvala till de afrikanska mästerskapen. Länderna tävlade om 5 platser till VM.
Kvalet inleddes med att de tio sämsta lagen enligt FIFA:s ranking möttes i dubbelmöten där fem lag gick vidare i till andra omgången. Därefter lottades lagen in i tolv grupper där samtliga vinnare och de åtta bästa tvåorna gick vidare till tredje omgången. I denna omgång lottades lagen in i fem grupper på fyra lag, ettorna kvalificerade sig till VM och Afrikansk mästerskapen, tvåorna och treorna kvalificerade sig enbart till afrikanska mästerskapen. 
Följande lag från Afrika kvalificerade sig till världsmästerskapen:
- Algeriet
- Elfenbenskusten
- Ghana
- Sydafrika (arrangör)
- Nigeria
- Kamerun

## CONCACAF (Nord- och Centralamerika)
CONCACAF påbörjade sin kvalificeringsprocess i februari 2008. Detta kval innehöll två inledande omgångar för att sedan minska antalet lag, först från 35 till 24 och sedan till 12, följt av tre semifinalgrupper med fyra lag vardera, där de två bästa från varje grupp går vidare till en avslutande sexlagsserie. I denna gick top-tre till VM och fyran fick möta ett lag från Sydamerika i playoff. Detta lag blev Costa Rica som mötte Uruguay i ett dubbelmöte som vanns av Uruguay.
Följande lag från Nordamerika kvalificerade sig till världsmästerskapen:
- Honduras
- Mexiko
- USA

## CONMEBOL (Sydamerika)
CONMEBOL är en fotbollsfederation bestående av 10 landslag. I kvalet mötte alla lag alla, hemma och borta i en enda serie, där de fyra första direktkvalificerades och femman spelade playoff mot ett lag från Nordamerika om en plats till VM. I detta dubbelmöte mötte Uruguay Costa Rica, Uruguay vann och kvalificerade sig till VM.
Följande lag från Sydamerika kvalificerade sig till världsmästerskapen:
- Argentina
- Brasilien
- Chile
- Paraguay
- Uruguay

## OFC (Oceanien)
Kvalet började med Stillahavsspelen 2007. Medaljörerna i det mästerskapet gick vidare till andra omgången. Då spelade lagen i en grupp med Nya Zeeland, som också fungerade som Oceaniska mästerskap, vinnaren fick möta ett lag från Asiens kval i playoff. Nya Zeeland vann gruppen och fick möta Bahrain i ett dubbelmöte som Nya Zeeland vann.
Följande lag från Oceanien kvalificerade sig till världsmästerskapen:
- Nya Zeeland

## Uefa (Europa)
Uefas kvalspel startade i augusti 2008, efter EM 2008. Uefa meddelade den 23 juni 2007 att det skulle finnas totalt nio kvalgrupper, åtta med sex lag och fem lag i den nionde. De nio gruppvinnarna gick direkt vidare, medan de åtta bästa tvåorna möttes i dubbelmöten där de segrande lagen kvalificerades till VM.
Följande lag från Europa kvalificerade sig till världsmästerskapen:
| - Danmark - England - Frankrike - Grekland - Italien - Nederländerna - Portugal | - Schweiz - Serbien - Slovakien - Slovenien - Spanien - Tyskland |